# گمینا پوپوو
گمینا پوپوو (به لهستانی:  Gmina Popów) یک گمینا در لهستان است که در شهرستان کووبوتسک واقع شده‌است. گمینا پوپوو ۱۰۲٫۲۱ کیلومتر مربع مساحت و ۶٬۰۳۳ نفر جمعیت دارد.